# Goddard (Kansas)
Goddard is een plaats (city) in de Amerikaanse staat Kansas, en valt bestuurlijk gezien onder Sedgwick County.

## Demografie
Bij de volkstelling in 2000 werd het aantal inwoners vastgesteld op 2037.
In 2006 is het aantal inwoners door het United States Census Bureau geschat op 3549, een stijging van 1512 (74,2%).

## Geografie
Volgens het United States Census Bureau beslaat de plaats een oppervlakte van
6,3 km², geheel bestaande uit land. Goddard ligt op ongeveer 446 m boven zeeniveau.

## Plaatsen in de nabije omgeving
De onderstaande figuur toont nabijgelegen plaatsen in een straal van 20 km rond Goddard.